# プロフェット
プロフェット(Prophet)は、アメリカ合衆国・サンフランシスコを本社とする、ブランド戦略・マーケティング戦略を専門とする経営コンサルティング会社。

## 概要
1992年にサンフランシスコに設立され、米国・欧州・アジアにオフィスを展開している。ブランド論の権威であるデイヴィット・アーカーを副会長に擁し、CEOのマイケル・ダンやノースウェスタン大学ケロッグ経営大学院で教鞭を取るスコット・デイビスなど、ブランド経営論のリーダー達がマネジメントに名を連ねている。
2001年より電通との業務提携契約を結び、翌2002年東京オフィスを開設。
2007年3月末で東京オフィスをクローズし、4月より電通内に営業を移管。

## 主な出版物
- 『ブランド・エクイティ戦略―競争優位をつくりだす名前、シンボル、スローガン』
- 『ブランド優位の戦略―顧客を創造するBIの開発と実践』
- 『ブランド・リーダーシップ―「見えない企業資産」の構築』
- 『戦略立案ハンドブック』
- 『ブランド資産価値経営―組織を束ね、収益性を高める成長戦略』
- 『ブランド価値を高めるコンタクト・ポイント戦略―顧客はどこでブランドを評価しているか？』
- 『ブランド・ポートフォリオ戦略―事業の相乗効果を生み出すブランド体系』